# Доннгал мак Лайдкнен
Доннгал мак Лайдкнен (др.‑ирл. Donngal mac Laidcnén; погиб в 761) — король Уи Хеннселайг (Южного Лейнстера) в 758—761 годах.

## Биография
Доннгал мак Лайдкнен был выходцем из лейнстерского септа Уи Дрона, земли которого располагались на территории современного графства Карлоу. Ни один из его ближайших предков по мужской линии вплоть до его прапрадеда, умершего в 656 году Крундмаэла Эрбуйлка, не владел королевским титулом. Однако Доннгалу удалось получить престол Уи Хеннселайг, став в 758 году преемником скончавшегося короля Катала уа Кинаэды. В «Лейнстерской книге» Доннгал ошибочно наделён всего двумя годами правления Уи Хеннселайг.
Во время своего правления Доннгал мак Лайдкнен вёл войну с королём Осрайге Анмхадом мак Коном Херкой. В 759 году лейнстерцы потерпели поражение при Говране, а в 761 году — при Белах Габрайне (современном Гауране), находившемся во владениях Анмхада. В последнем из сражений король Доннгал погиб.
Преемником Доннгала мак Лайдкнена на престоле Уи Хеннселайг был его брат Дуб Калгайд. Другой его брат, Кайрпре, также был королём Южного Лейнстера. Сын Доннгала Келлах Тосах был правителем Уи Хеннселайг на рубеже VIII и IX веков.